# Charles Angrand
Charles Angrand (n. 19 aprilie 1854, Criquetot-sur-Ouville, Haute-Normandie, Franța – d. 1 aprilie 1926, Rouen, Franța) a fost un pictor francez care și-a câștigat renumele pentru picturile și desenele sale neoimpresioniste. A fost un membru important al scenei de artă avangardistă pariziană la sfârșitul anilor 1880 și începutul anilor 1890.

## Viața timpurie și munca
Charles Théophile Angrand s-a născut la Criquetot-sur-Ouville, Normandia, Franța, avându-i ca părinți pe învățătorul Charles P. Angrand (1829–96) și pe Marie Angrand (1833–1905).
Pregătirea artistică a început-o la Rouen la Académie de Peinture et de Dessin. Prima sa vizită la Paris a avut loc în 1875, pentru a vedea o retrospectivă a operei lui Jean-Baptiste-Camille Corot la École des Beaux-Arts. Corot a fost cel care a avut o influență asupra lucrărilor timpurii ale lui Angrand.
După ce i s-a refuzat intrarea la École des Beaux-Arts, s-a mutat la Paris în 1882, unde a început să predea matematica la Collège Chaptal. Locuința sa era în apropiere de Café d’Athènes, Café Guerbois, Le Chat Noir și de alte localuri frecventate de artiști. Angrand s-a alăturat lumii artistice a avangardei pariziene, împrietenindu-se cu Georges Seurat, Vincent van Gogh, Paul Signac, Maximilien Luce și Henri-Edmond Cross. Contactele sale artistice și literare de avangardă au avut o influență importantă asupra lui, iar în 1884 a co-fondat Société des Artistes Indépendants, împreună cu Seurat, Signac, Odilon Redon și alții.

## Arta

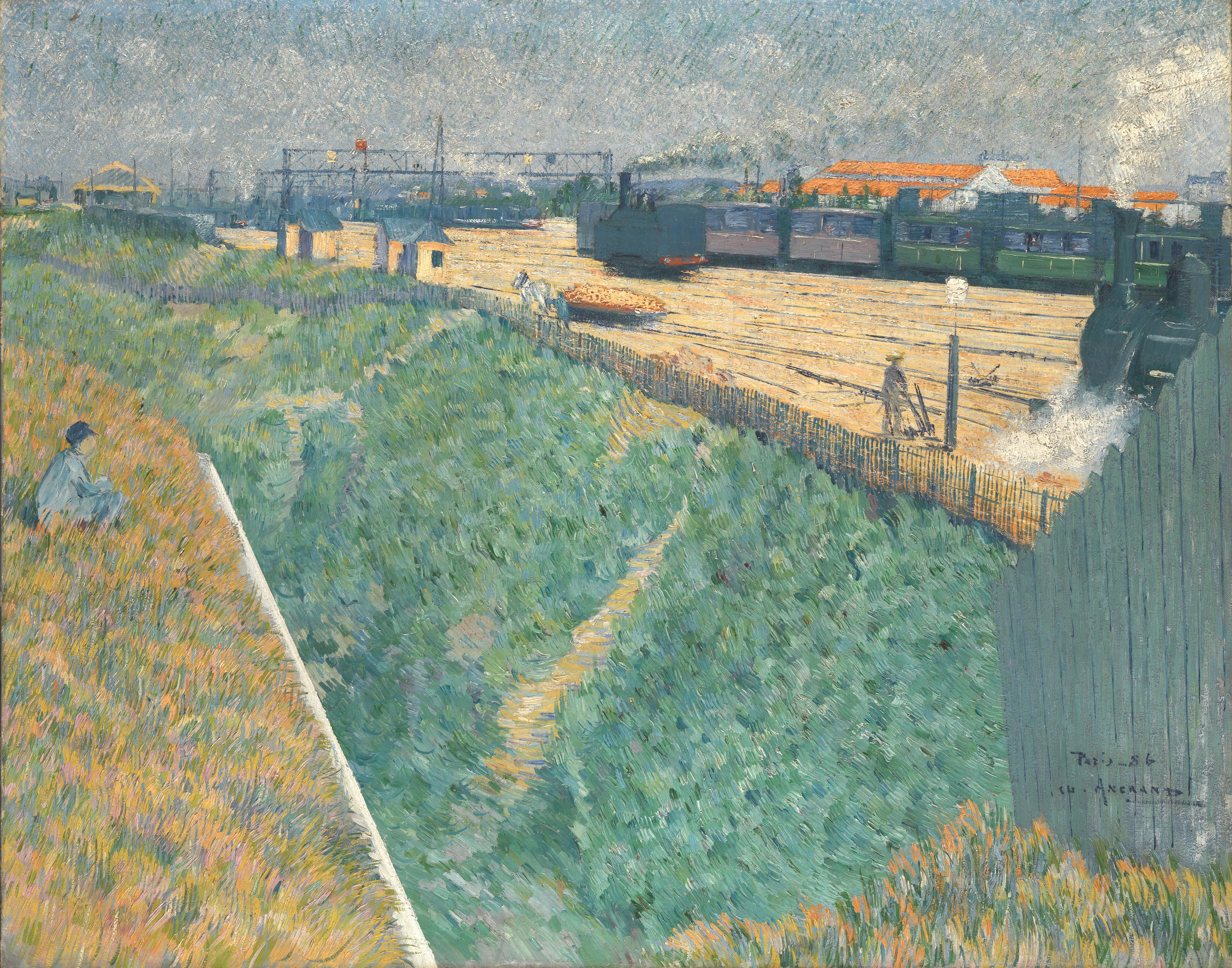
Calea ferată dinspre vest la ieșirea din Paris, 1886, ulei pe pânză, 73 x 92 cm

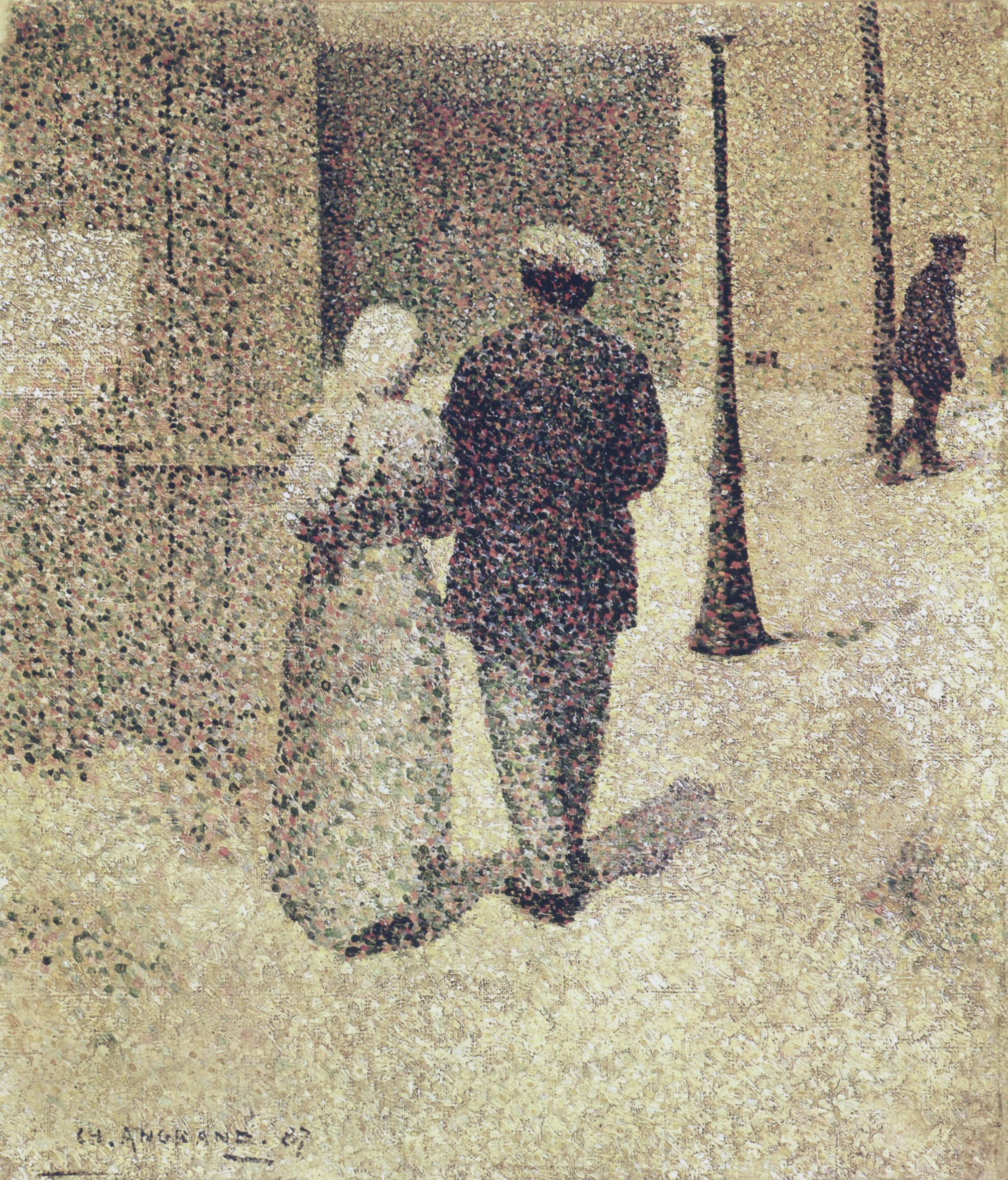
Cuplu pe stradă, 1887,
Musée d'Orsay, pânză, 38.5 x 33.0 cm

Tablourile impresioniste ale lui Angrand de la începutul anilor 1880, care în general înfățișează subiecți din mediul rural și care conțin tușe întrerupte și o coloristică plină de lumină, reflectă influențele lui Claude Monet, Camille Pissarro și Jules Bastien-Lepage. Prin interacțiunile sale cu Seurat, Signac și alții la mijlocul anilor 1880, stilul său a evoluat spre Neoimpresionism. Din 1887 picturile sale devin neoimpresioniste, iar desenele sale încorporează stilul tenebrist al lui Seurat. Angrand avea „capacitatea de a distila poezia din cea mai banală scenă de suburbie”.  În 1887 l-a cunoscut pe van Gogh, care a propus un schimb de pictură (care în cele din urmă nu s-a întâmplat). Van Gogh a fost influențat de tușele groase ale lui Angrand și de asimetria compozițională de inspirație japoneză. Tot în 1887, L’Accident, primul său tablou divizionist, a fost expus la Salon des Indépendants. Angrand s-a alăturat lui Seurat în privința picturii în aer liber pe insula La Grande Jatte.
Implementarea de către Angrand a tehnicilor pointiliste a diferit de cea a unora dintre principalii săi susținători. A pictat cu o paletă mai atenuată decât Seurat și Signac, care foloseau culori contrastante strălucitoare. După cum se vede în Cuplu pe stradă, Angrand a folosit puncte de diferite culori pentru a spori umbrele și a oferi tonul adecvat, evitând în același timp colorarea violentă întâlnită în multe alte opere neo-impresioniste. Desenele sale monocrome, cum este autoportretul său, care demonstrează, de asemenea, manevrabilitatea delicată a luminii și a umbrei, au fost evaluate de Signac: „... desenele sale sunt capodopere. Ar fi imposibil să ne imaginăm o utilizare mai bună a albului și a negrului ... Acestea sunt cele mai frumoase desene, poezii de lumină, de compoziție și execuție fină.”
Angrand și-a expus lucrările la Paris la Les Indépendants, Galerie Druet, Galérie Durand-Ruel și Bernheim-Jeune, precum și la Rouen. Lucrările sale au apărut la Bruxelles într-o expoziție din 1891 alături de Les XX. La începutul anilor 1890, a abandonat pictura, creând în schimb desene în creion și pasteluri ale unor subiecte care includeau scene rurale și reprezentări ale mamei și a copilului, realizate cu o intensitate întunecată a simbolismului. În această perioadă, el a desenat și ilustrații pentru publicații anarhiste, precum Les Temps nouveaux; alți neoimpresioniști care au contribuit la aceste publicații au fost Signac, Luce și Théo van Rysselberghe.

## Anii ulteriori

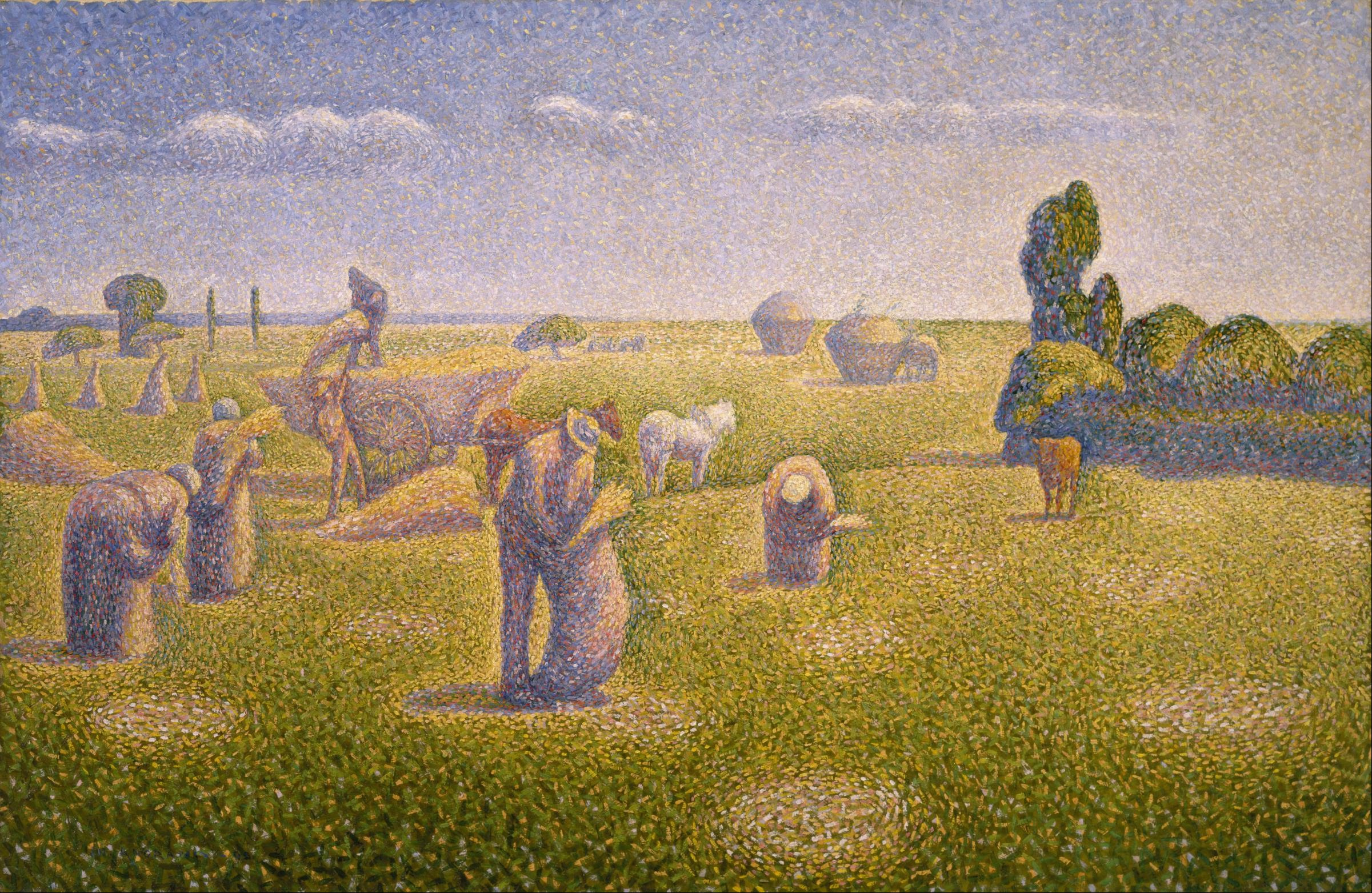
Charles Angrand - Culegătorii - 1892

În 1896 s-a mutat la Saint-Laurent-en-Caux, în Normandia Superioară. A început să picteze din nou în jurul anului 1906, emulând stilurile și culorile lui Signac și Cruce. Angrand și-a dezvoltat propriile metode unice de divizionism, cu ajutorul unor tușe mai mari. Deoarece acest lucru a dus la un amestec optic mai dur decât punctele mici, el a compensat folosind culori mai intense. Unele dintre peisajele sale din această perioadă sunt aproape nereprezentative. Înainte de Primul Război Mondial, a trăit un an la Dieppe. Apoi s-a mutat înapoi la Rouen, trăind acolo tot restul vieții. El a fost foarte retras în ultimii treizeci de ani, dar a rămas un corespondent dedicat. Angrand a murit la Rouen la 1 aprilie 1926. Este înmormântat în Cimetière monumental de Rouen.

## Colecții
Opera lui Angrand se află în multe colecții de muzeu, inclusiv Ateneum (Galeria Națională Finlandeză), Cleveland Museum of Art, Muzeul Hecht, Indianapolis Museum of Art, Metropolitan Museum of Art, Musée d'Orsay, Museum of Fine Arts, Boston, and Ny Carlsberg Glyptotek.